# Prix Renfer
Le Prix Renfer, rebaptisé Grand Prix de littérature en 2019, est un prix littéraire suisse fondé en 2007 et décerné pour la première fois en 2011.

## Histoire
Naît lors des séances interjurassiennes de travail pour le rapprochement puis la fusion de la Commission de littérature de langue française du canton de Berne (CLLF) et la Commission d’encouragement des lettres jurassiennes (CELJ), ce prix intercantonal de littérature est baptisé Prix Renfer le 18 janvier 2007 en hommage à l'écrivain jurassien Werner Renfer.
Il est décerné par la Commission  intercantonale de Littérature (CiLi) des cantons de Berne et du Jura instituée en 2009. Il distingue, pour l'ensemble de son œuvre, un écrivain résidant dans l’arc jurassien franco-suisse.On objectif est de promouvoir les auteurs francophones ayant un lien étroit avec la région jurassienne franco-suisse.
Le prix est attribué tous les deux ans et remis au cours des Journées littéraires de Soleure.
En 2019, il est renommé Grand Prix de littérature.

## Liste des lauréats
- 2011 Yves Ravey[3]
- 2013 Pierre Chappuis[2]
- 2015 Alexandre Voisard[4]
- 2017 Jean-Bernard Vuillème[5]
- 2019 Daniel de Roulet[6]
- 2021 Bernard Comment[7],[8]